# Raymond Gyasi
Raymond Gyasi (Ámsterdam, 5 de agosto de 1994) es un futbolista neerlandés nacionalizado ghanés. Juega de delantero.

## Selección nacional
En 2015, disputó un encuentro con la selección sub-23 de Ghana.

## Clubes
| Club                | País         | Año       | PJ | Goles |
| ------------------- | ------------ | --------- | -- | ----- |
| AZ Alkmaar          | Países Bajos | 2013-2016 | 0  | 0     |
| Roda JC (Cedido)    | Países Bajos | 2015      | 13 | 1     |
| FC Emmen (Cedido)   | Países Bajos | 2016      | 29 | 6     |
| SC Cambuur (Cedido) | Países Bajos | 2016-2017 | 13 | 0     |
| Stabæk IF           | Noruega      | 2017-2019 | 20 | 1     |
| RoPS                | Finlandia    | 2020      | 3  | 0     |
| Kazma SC            | Kuwait       | 2020-2021 | 0  | 0     |
| FC Noah             | Armenia      | 2021-2022 | 24 | 1     |

## Vida personal
Su hermano Edwin también es futbolista.